# Himalájai barnamedve
A himalájai barna medve (Ursus arctos isabellinus) a barnamedve egyik alfaja, mely Közép-Ázsia, Észak-Afganisztán, Észak-Pakisztán, Észak-India, Nyugat-Kína és Nepál területéről ismert. Ez a térség egyik legnagyobb emlősállata, a hím akár 2,2 méter hosszúra nőhet meg, a nőstény valamivel kisebb. Mindenevő és télen odúba alszik "téli álmot". Míg a IUCN szerint a barna medve nem fenyegetett faj, addig ezen alfaja erősen veszélyeztetett és populációja fogyatkozóban van.

## Evolúciója
A himalájai barna medve egyetlen kládból áll, ami a többi barna medve alfaj és a jegesmedve testvércsoportja. A 658 ezer évvel ezelőtti elágazása összhangban van a Tibeti-fennsík középső pleisztocéni eljegesedésének idejével, ami arra enged következtetni, hogy a Nyanyaxungla eljegesedés során az alfaj kialakulásához vezető leszármazási vonal elszigetelődött egy elszigetelt menedékben, ami a különválásához vezetett.
A genetikai elemzések alapján arra is fény derült, hogy a Mongóliában élő góbi medve a himalájai barna medvével csoportosul és valójában annak egy reliktum populációja.

## Elterjedése
Nepál, India, Kína (beleértve Tibetet), Pakisztán, Üzbegisztán, Tádzsikisztán, Kirgizisztán és Kazahsztán területén őshonos. A feltételezések szerint Bhutánból kipusztulhatott.

## Megjelenése

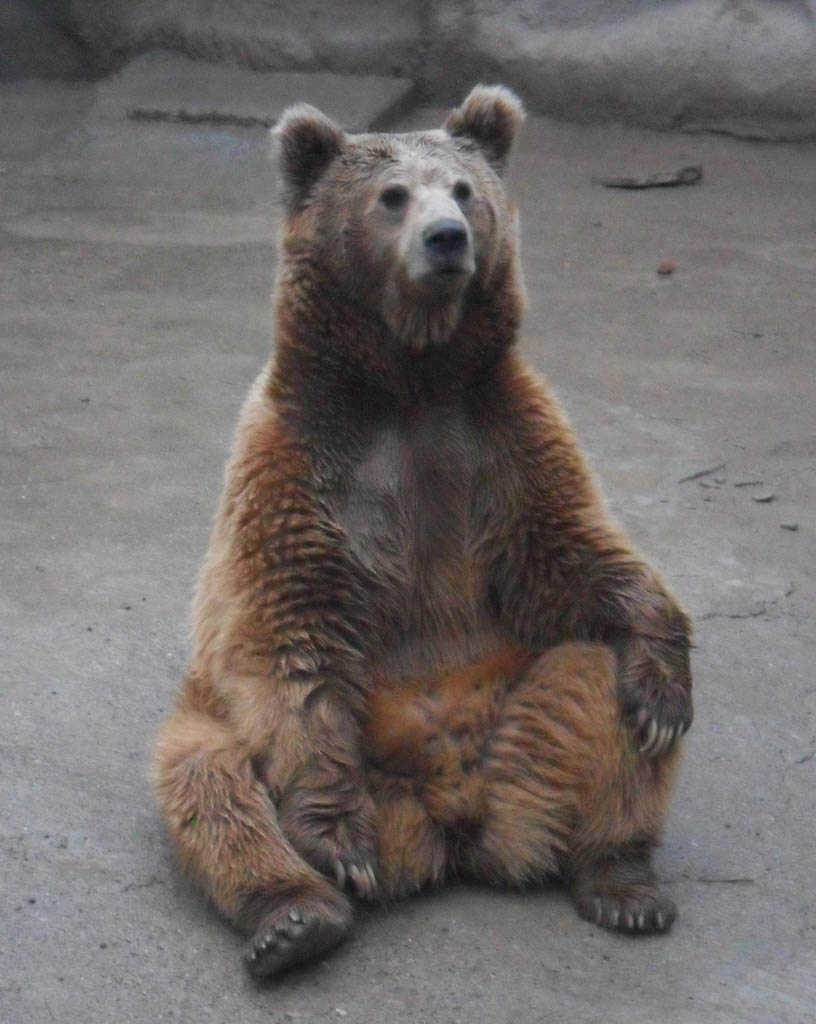

A himalájai barna medve esetében megfigyelhető a nemi kétalakúság. A hím hossza 1,5–2,2 méter, a nőstényé pedig 1,3–1,8 méter. A Himalája legnagyobb állata, bundája homokszínű vagy vörösesbarna.

## Életmódja
A hibernációs időszak októberben kezdődik el, majd április vagy május környékén ér véget. Az állat hibernációs időszak alatt az általa készített odúban vagy barlangban tölti idejét.
Mindenevő állat, mely ehet füvet, gyökeret, gyümölcsöt, bogyót és egyéb növényt; az állati eredetű táplálékforrások közül a rovarok és a kisemlősök jöhetnek szóba. Ezenkívül vadászhat nagyobb emlősökre is, mint amilyenek a juh és a kecske. Egy felnőtt állat napfelkelte előtt és késő délután szokott enni.

## A jetivel való társítás
A "Dzu-Teh" egy nepáli kifejezés, amely a legendás jetivel hozható összefüggésbe, amivel a himalájai barna medvét néha összetévesztik. Az 1954-es Daily Mail Hóember Expedició során Tom Stobart állítólag találkozott egy "Dzu-Teh"-vel. Erről számolt be Ralph Izzard, a Daily Mail tudósítója a The Abominable Snowman Adventure című könyvében. Egy 2017-ben végzett genetikai vizsgálat révén néhány jetinek tulajdonított állati maradványból DNS-mintákat nyertek ki, amiknek elemzéséből kiderült, hogy valójában himalájai barna medvétől származnak.

## Fordítás
- Ez a szócikk részben vagy egészben  a   Himalayan brown bear című angol Wikipédia-szócikk fordításán alapul.  Az eredeti cikk szerkesztőit annak laptörténete sorolja fel. Ez a jelzés csupán a megfogalmazás eredetét és a szerzői jogokat jelzi, nem szolgál a cikkben szereplő információk forrásmegjelöléseként.